# Итупоранга (микрорегион)
Итупоранга (порт. Microrregião de Ituporanga) — микрорегион в Бразилии, входит в штат Санта-Катарина. Составная часть мезорегиона Вали-ду-Итажаи. 
Население составляет 	55 763	 человека (на 2010 год). Площадь — 	1 535,228	 км². Плотность населения — 	36,32	 чел./км².

## Демография
Согласно сведениям, собранным в ходе переписи 2010 г. Национальным институтом географии и статистики (IBGE), население микрорегиона составляет:						
| Полное население                             | Полное население                             | Полное население                             | Полное население                             | 55 763 |
| -------------------------------------------- | -------------------------------------------- | -------------------------------------------- | -------------------------------------------- | ------ |
| в том числе:                                 | Городское население                          | 29 204                                       | Процент городского населения, %              | 52,37  |
|                                              | Сельское население                           | 26 559                                       | Процент сельского населения, %               | 47,63  |
|                                              | Мужское население                            | 28 193                                       | Процент мужского населения, %                | 50,56  |
|                                              | Женское население                            | 27 570                                       | Процент женского населения, %                | 49,44  |
| Плотность населения, чел/км²                 | Плотность населения, чел/км²                 | Плотность населения, чел/км²                 | Плотность населения, чел/км²                 | 36,32  |
| Население микрорегиона в % к населению штата | Население микрорегиона в % к населению штата | Население микрорегиона в % к населению штата | Население микрорегиона в % к населению штата | 0,89   |

## Статистика
- Валовой внутренний продукт на 2003 составляет 440 059 479,00 реалов (данные: Бразильский институт географии и статистики).
- Валовой внутренний продукт на душу населения на 2003 составляет 8615,20 реалов (данные: Бразильский институт географии и статистики).
- Индекс развития человеческого потенциала на 2000 составляет 0,797 (данные: Программа развития ООН).

## Состав микрорегиона
В составе микрорегиона включены следующие муниципалитеты:
1. Агроландия
2. Аталанта
3. Шападан-ду-Лажеаду
4. Имбуия
5. Итупоранга
6. Петроландия
7. Видал-Рамус